# Guðrún
Guðrún ist ein isländischer weiblicher Vorname.

## Herkunft und Bedeutung
Guðrún ist die isländische Variante des Namens Gudrun.
Der Name gehört zu den beliebtesten Islands.
Im Jahre 2012 war er der häufigste Name vor Anna und Sigríður.
Eine Variante des Namens ist Guðrun.

## Namensträgerinnen
- Guðrún frá Lundi, eigentlich Guðrún Baldvina Árnadóttir (1887–1975), isländische Schriftstellerin
- Guðrún Arnardóttir (Leichtathletin) (* 1971), isländische Hürdenläuferin
- Guðrún Arnardóttir (Fußballspielerin) (* 1995), isländische Fußballspielerin
- Guðrún Bjarnadóttir, isländische Miss International im Jahr 1963
- Guðrún Sóley Gunnarsdóttir (* 1981), isländische Fußballspielerin
- Guðrún Helgadóttir (1935–2022), isländische Kinderbuchautorin
- Guðrun Sólja Jacobsen (* 1982), färöische Sängerin (Stimmlage Alt)
- Guðrún Júlíusdóttir (* 1968), isländische Badmintonspielerin
- Guðrún Lárusdóttir (1880–1938), isländische Politikerin, Schriftstellerin und Übersetzerin
- Guðrún Eva Mínervudóttir (* 1976), isländische Autorin
- Guðrún Ósvífursdóttir (* 974, † ?), Protagonistin in der Laxdœla saga
- Guðrún Katrín Þorbergsdóttir, First Lady von Island (1996–1998)